# Баденхард
Баденхард (нем. Badenhard) — община в Германии, в земле Рейнланд-Пфальц.
Входит в состав района Рейн-Хунсрюк. Подчиняется управлению Эммельсхаузен. Население составляет 132 человека (на 31 декабря 2010 года). Занимает площадь 3,00 км².

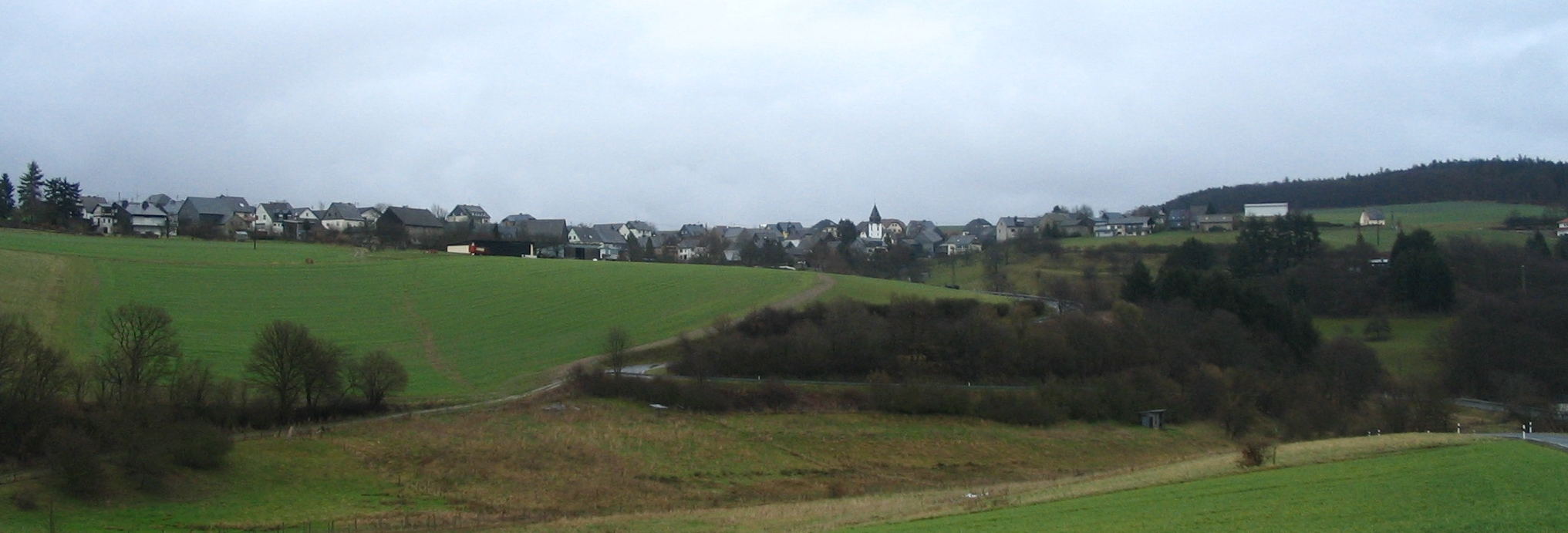
Баденхард
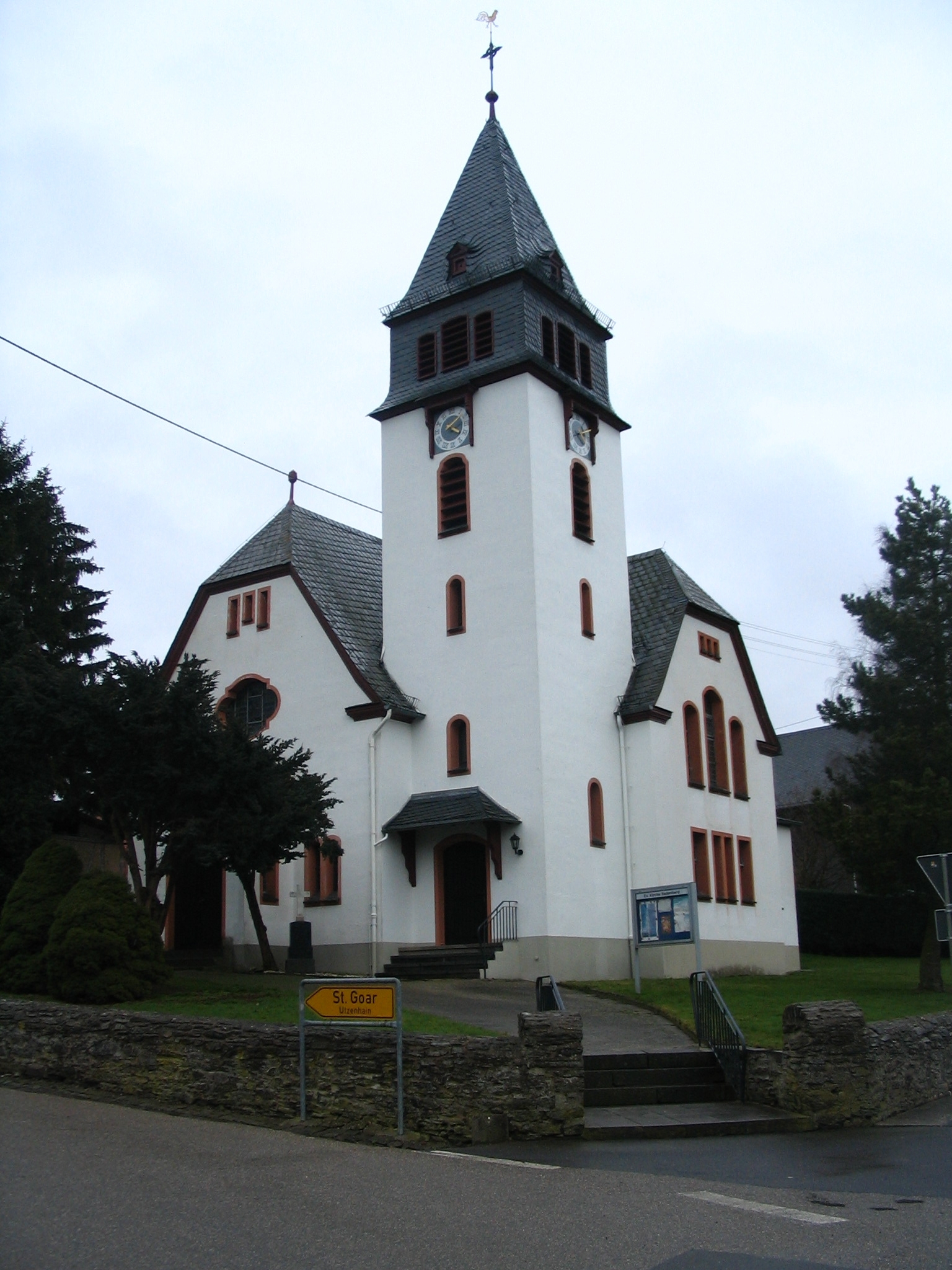
Церковь